# Heilig Hartbeeld (Haastrecht)
Het Heilig Hartbeeld is een standbeeld in de Nederlandse plaats Haastrecht, in de provincie Zuid-Holland.

## Achtergrond
Het Heilig Hartbeeld werd in 1927 door de parochianen van de Sint-Barnabaskerk aangeboden aan A.W. Waterreus, die zijn koperen jubileum als pastoor in Haastrecht vierde. Het beeld is geplaatst op een gazon naast de pastorie .

## Beschrijving
Het beeld bestaat uit een staande Christusfiguur, gekleed in gedrapeerd gewaad. Hij houdt zijn beide armen gespreid en toont in zijn handen de stigmata. Op zijn borst is het Heilig Hart zichtbaar. Christus staat op een halve wereldbol, omgeven door wolken, waarop aan de voorzijde in reliëf een kelk omkranst door een doornenkroon te zien is.
Het beeld staat op een hoge sokkel, met zuiltjes op de vier hoeken. Aan de voorzijde is een tekst aangebracht: 

H. HART
VAN JEZUS
ZEGEN
ONZE
HUISGEZINNEN